# ریکاردو الیویرا
ریکاردو دِ الیویرا (پرتغالی: Ricardo de Oliveira؛ زادهٔ ۶ مهٔ ۱۹۸۰) بازیکن فوتبال در پست مهاجم اهل برزیل است که برای باشگاه اتلتیکو مینیرو در لیگ برتر فوتبال برزیل به عنوان مهاجم بازی می‌کند.

## تیم ملی
او همراه تیم ملی برزیل در دهه ۲۰۰۰، برنده دو جام کوپا آمریکا و جام کنفدراسیون‌ها شد.

## افتخارات

### باشگاهی
- والنسیا:
- لالیگا: ۰۴–۲۰۰۳
- لیگ اروپا: ۰۴–۲۰۰۳
- بتیس:
- کوپا دل ری: ۰۵–۲۰۰۴
- میلان:
- لیگ قهرمانان اروپا: ۰۷–۲۰۰۶
- الجزیره:
- لیگ برتر امارات: ۱۱–۲۰۱۰
- جام اتصالات: ۱۰–۲۰۰۹
- جام رئیس دولت امارات: ۱۲–۲۰۱۱ ، ۱۱–۲۰۱۰
- سانتوس:
- جام پائولیستا برزیل(۲): ۲۰۱۶ ، ۲۰۱۷

### ملی
- کوپا آمریکا: ۲۰۰۴
- جام کنفدراسیون‌ها: ۲۰۰۵